# بول فاغنر
بول فاغنر (بالألمانية: Paul Wagner) (و. 1899 – 1970 م) هو ممثل، وممثل صوت، من ألمانيا، ولد في كولونيا، توفي في برلين، عن عمر يناهز 71 عاماً.

## وصلات خارجية
- بول فاغنر على موقع IMDb (الإنجليزية)
- بول فاغنر على موقع أول موفي (الإنجليزية)
- بول فاغنر على موقع قاعدة بيانات الأفلام السويدية (السويدية)
- بول فاغنر على موقع قاعدة بيانات الفيلم (الإنجليزية)
- بول فاغنر على موقع كينوبويسك (الروسية)